# Лимбиате
Лимбиа̀те (на италиански: Limbiate, на западноломбардски: Limbiàa, Лимбиаа) е град и община в Северна Италия, провинция Монца и Брианца, регион Ломбардия. Разположен е на 187 m надморска височина. Населението на общината е 36 067 души (към 2013 г.).
До 2004 г. общината е част от провинция Милано.